# ボンバルディア・エアロスペース

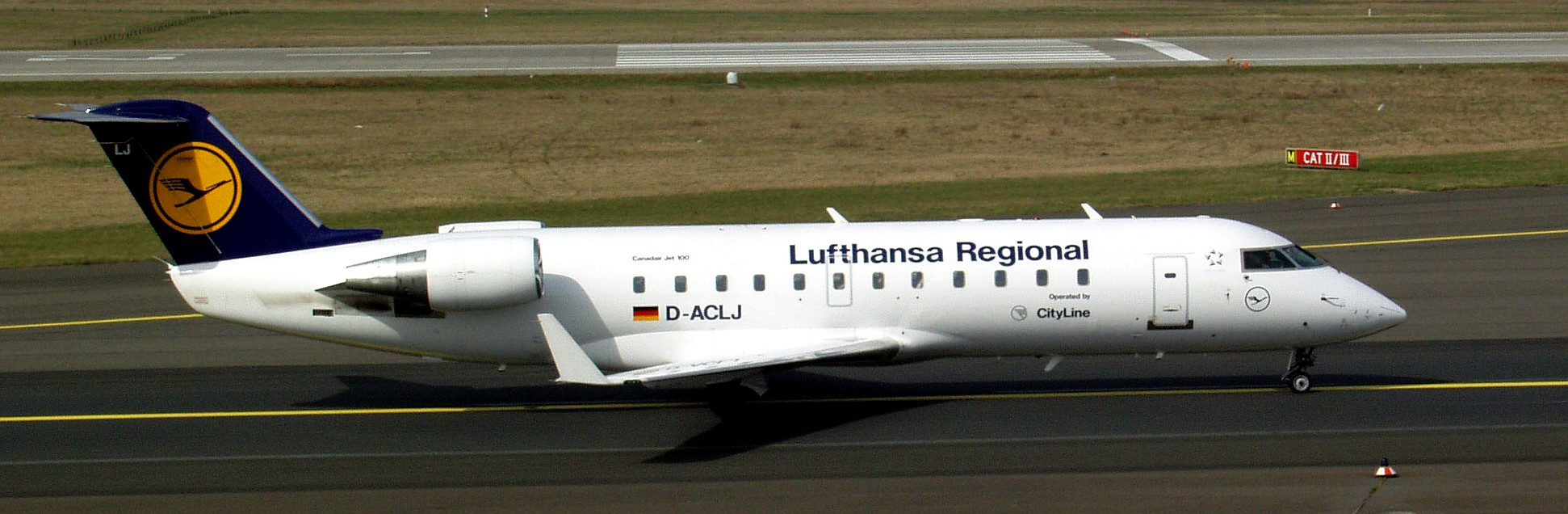
ルフトハンザ航空 CRJ 100 LR (D-ACLJ)

ボンバルディア・エアロスペース（仏: Bombardier Aéronautique、英: Bombardier Aerospace）は、ボンバルディア・グループの航空部門。

## 歴史

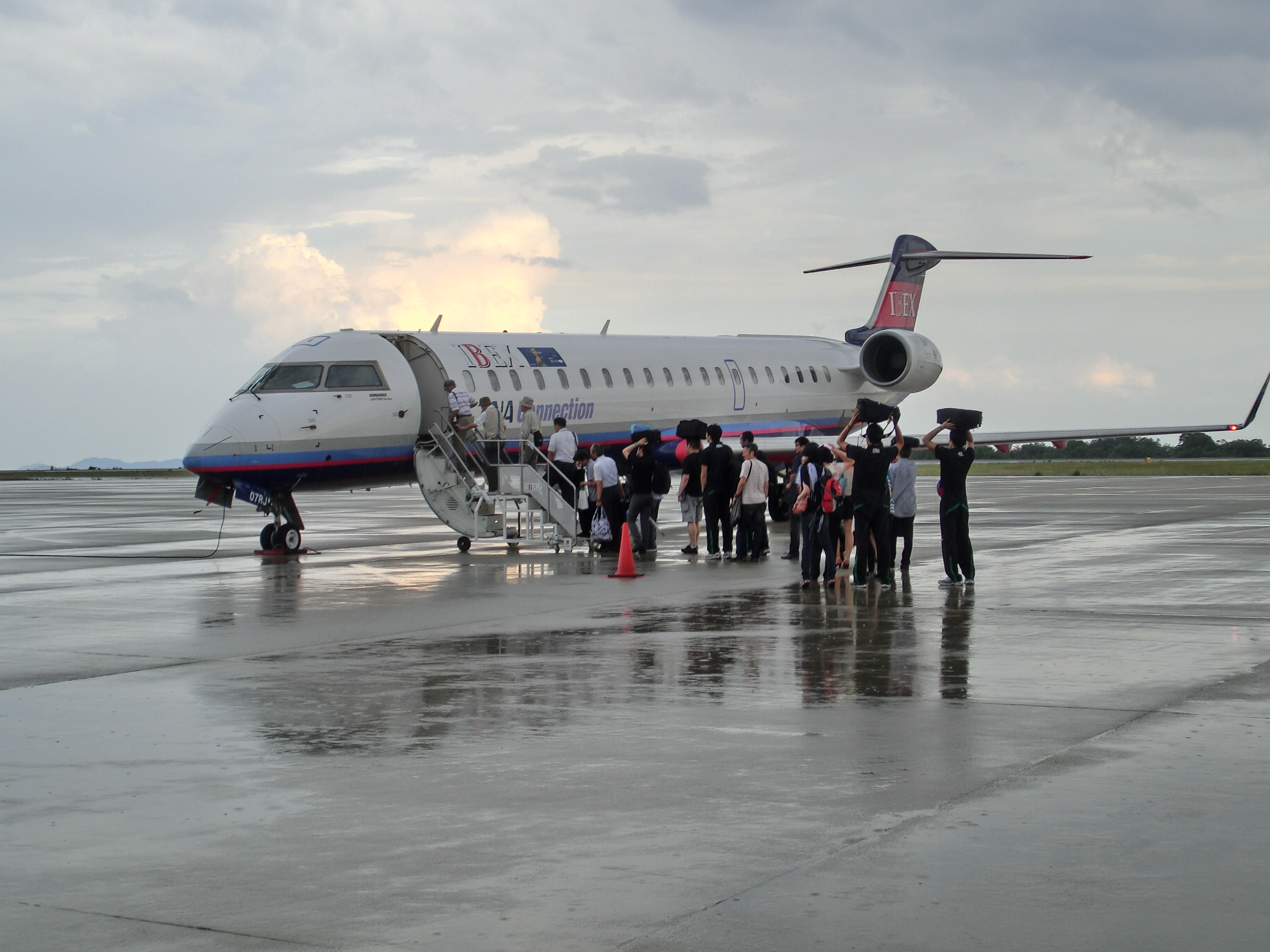
アイベックスエアラインズのCRJ700

ボンバルディアの航空機部門は、国営会社の時代に損失を記録していたカナディアを1986年に買収することから始まった。カナディアが開発中であったカナディア・リージョナル・ジェットの販売に成功し、カナディアに続いて、破産状態にあった北アイルランドのショート・ブラザーズ社を1989年に買収した。ショート・ブラザーズを買収することで生産能力の向上とヨーロッパでの拠点を獲得した。
1990年にリアジェットを傘下に収め、ビジネスジェットでの世界的な知名度とシェアを獲得した。
1992年にアメリカのボーイングの子会社になっていたデ・ハビランド・カナダを買収した。この買収によって、ボンバルディア・エアロスペースはDHC-6とDHC-8の開発、製造権を得て、リージョナルジェットなど地域間旅客機をリードする地位についた。
カナディア・リージョナル・ジェットは、CRJ シリーズとして1991年に初飛行した。また、1996年には、DHC-8の名称を改めて製造・販売を続けていたDash 8（ダッシュ・エイト）にノイズキャンセラーを装備するなど機内騒音へ配慮した改良型を開発し、Q シリーズと再び改名した。同年、長大な航続距離をもつ小型高速ビジネスジェット機グローバル・エクスプレスが初飛行を行った。
これらの航空機は幹線航空路用の機体としては適さないが、比較的短い滑走路や都市の空港での使用に適しており、ローカル空路の代替機需要を満たしている。そのため、競争率の高い中小型機市場でよく売れている。
日本の三菱重工業はBD-700 グローバル・エクスプレスから共同開発に加わるようになり、Q400、CRJ700/900、チャレンジャー 300などで機体の開発から製造まで協力している。特にQ400では開発分担率が半分に迫る。
2006年、ボンバルディア・エアロスペースはメキシコのケレタロに新たな工場を建設した。
しかし、2015年Cシリーズの開発の遅れと受注の伸び悩みにより経営不振に陥っていることが報じられている。同年5月には戦略提携相手だった中国商用飛機とCシリーズの買収交渉を進めていると報じられていた。
2017年10月17日、ボンバルディアはエアバスとCシリーズに関して提携することを発表した。本提携により、エアバスは50.01%の議決権を有することになり、両社の経営幹部は提携によってCシリーズの販売が伸張するだろうとしている。一方で9月26日、米商務省はボンバルディアがカナダ政府から不当に多額の補助金を得ているとして、制裁のための関税を付加する予備決定を発表した。ボンバルディアはボーイングが米政府に働きかけて制裁をかけたとして、ボンバルディアとボーイングの旅客機はクラスが異なり実害は無く、不合理な決定と反発。イギリスのテリーザ・メイ首相も、北アイルランドにボンバルディアの工場があることを念頭に、米の制裁がボーイングと英政府の契約に悪影響を与えると警告している。
2019年6月7日、三菱重工により開発中のMitsubishi SpaceJetと競合するボンバルディアCRJシリーズの小型旅客機事業買収交渉を行っていることが明らかにされ、2020年6月1日付で590億円で同事業を買収した。
2020年現在は、ビジネスジェットの製造販売を行なっている。

## 航空機

### ビジネスジェット機
- ボンバルディア リアジェット 40 XR
- ボンバルディア リアジェット 45 XR
- ボンバルディア リアジェット 60 XR

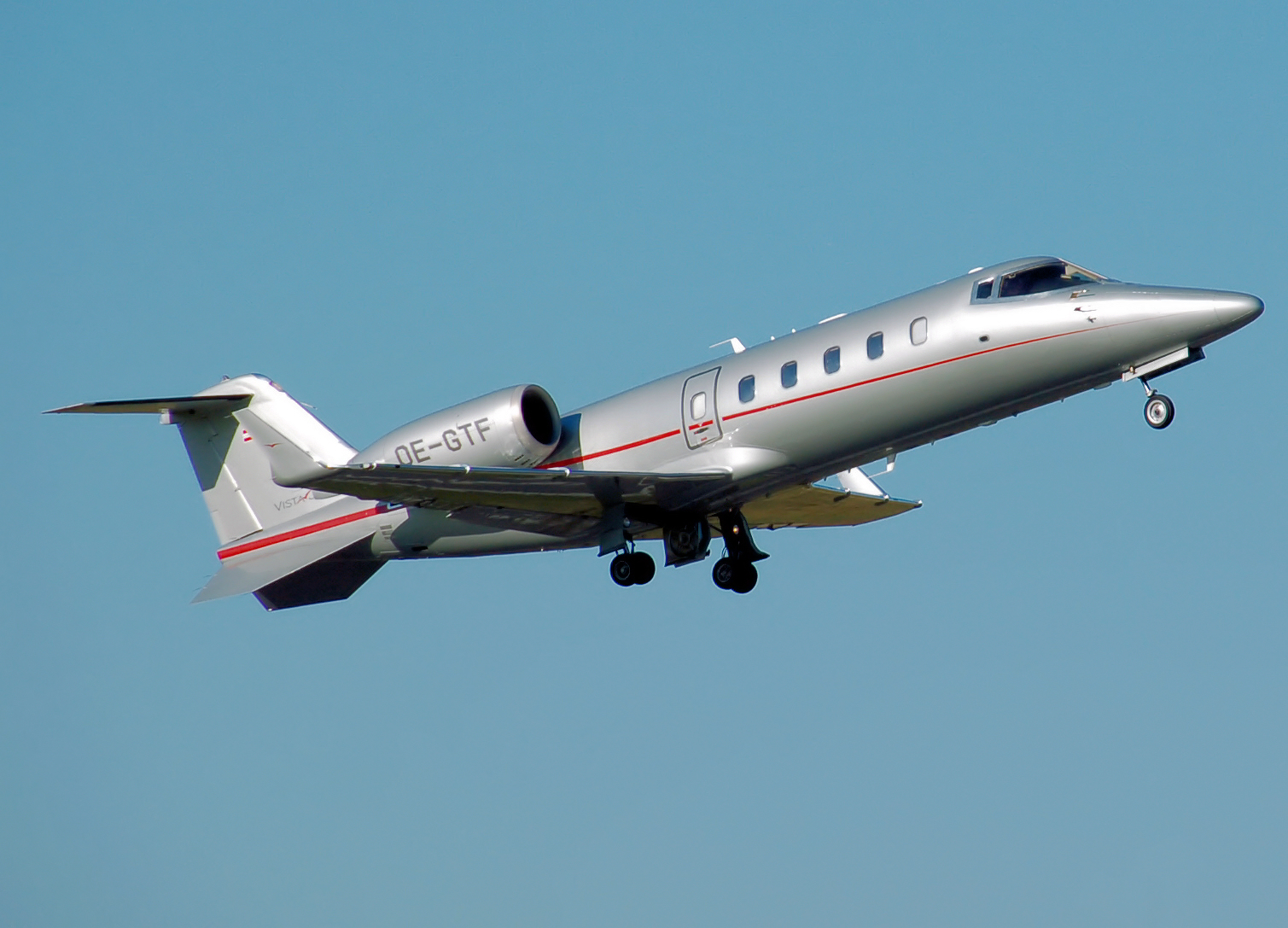
エア・エグゼクティブ リアジェット 60

- ボンバルディア チャレンジャー 300/350
- ボンバルディア チャレンジャー 600
- ボンバルディア グローバル・エクスプレス（BD-700）
- ボンバルディア グローバル 5000
- ボンバルディア グローバル 6000
- ボンバルディア グローバル 7500
- ボンバルディア グローバル 8000 (開発中、市場投入時期は未定)

### CRJ シリーズ
ビジネスジェット機のチャレンジャー 600が徐々に拡大改良され、CRJ100が1991年に初飛行したリージョナルジェット機。
- CRJ100：50座席。原型。生産終了。
- CRJ200：50座席。CRJ100の強化版。
- CRJ700：64-75座席。CRJ200を胴体延長。
- CRJ900：86-90座席。CRJ700を胴体延長。

長らくボンバルディアを代表するリージョナルジェットとして販売されてきたが、Cシリーズの失敗による負債解消のため、2020年6月1日をもって三菱重工業に売却された。

### CL-415

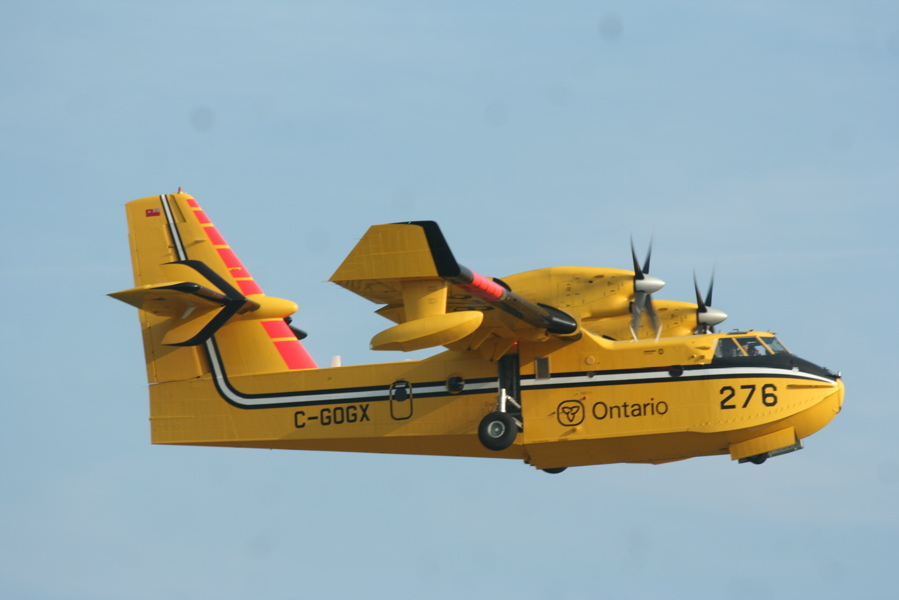
CL-415

CL-415は、カナディア CL-215を基に開発された双発ターボプロップ水陸両用飛行艇。各種探索装置を搭載して消防艇や救難艇として運用することが可能である。初飛行は1993年。2002年には、宣伝のために90日かけて日本を含むアジア諸国を周るアジアパシフィックツアーが行われた。2016年にはCL-215と共にバイキング・エアに製造権が譲渡された。

### Q シリーズ

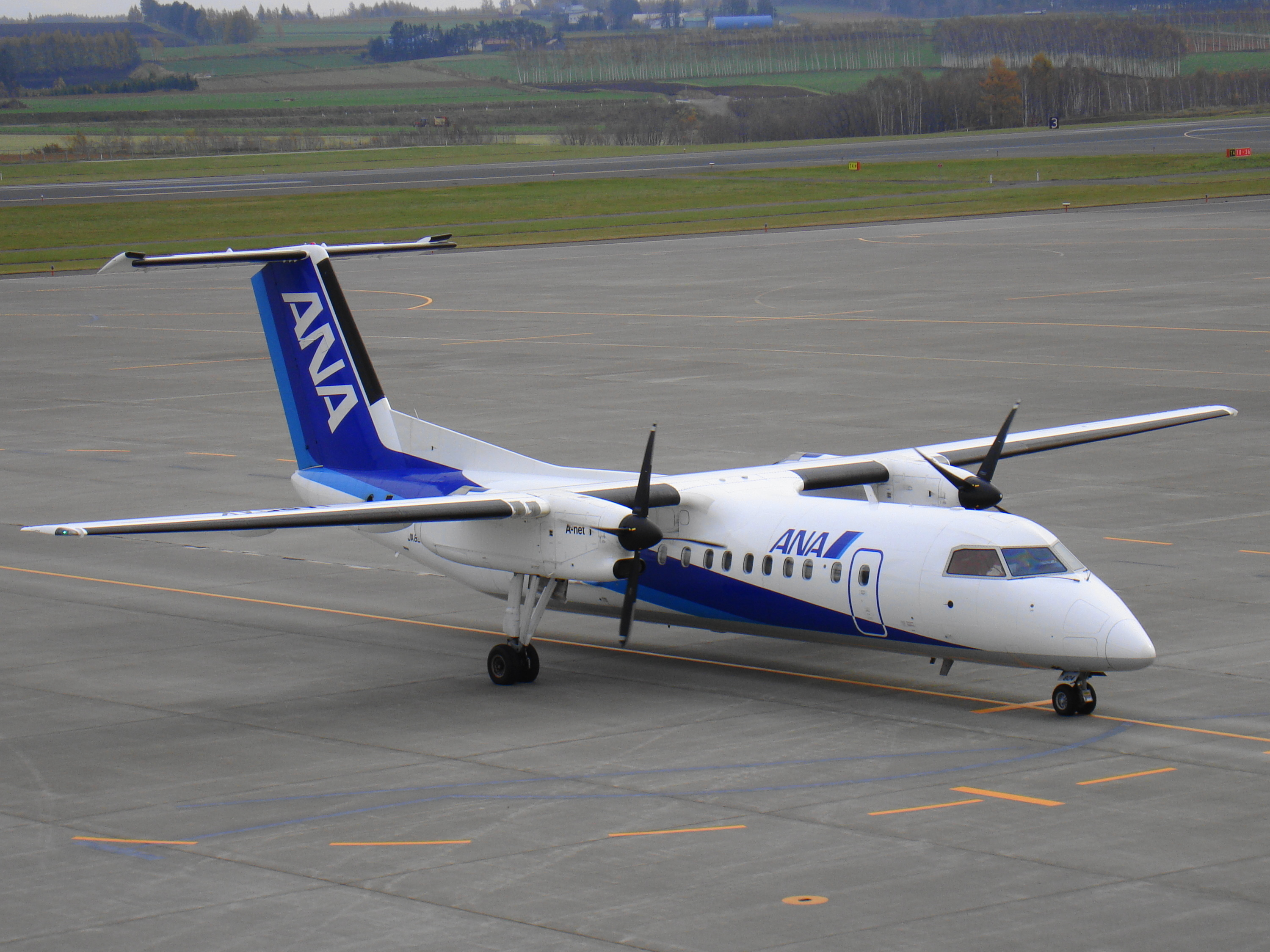
全日本空輸（エアーニッポンネットワーク）DHC-8 (Q300)

原型のDHC-8は、1983年に初飛行したターボプロップ機。Dash 8に改められ、1996年からQ (Quiet) シリーズと名乗る。
- Q200：33-37 座席。Dash 8 シリーズ 200型機を低騒音化したもの。
- Q300：50-56 座席。Dash 8 シリーズ 300型機を低騒音化したもの。
- Q400：68-78 座席。Dash 8 シリーズ 400型機を低騒音化したもの。Q200やQ300とは異なり、エンジンに6枚のブレードを採用することでその回転数を下げ、更なる低騒音化を実現している。

2018年11月8日、すべてのQシリーズの生産ラインをロングビュー・アビエーション・キャピタル傘下でカナダの航空機メーカーのバイキング・エアの系列企業に売却すると発表し、製造施設でのダッシュ8シリーズの業務と製造が含まれ、ダッシュ8は、100、200、300、Q400プログラムのすべてで、その資産と知的財産、型式証明も対象となり、ブランド名「デ・ハビランド・カナダ(De Havilland Canada)」と商標、アフターマーケット事業や権利も含まれていて2019年6月3日に売却を完了したことを公表し、デ・ハビランド・エアクラフトの商標を使用することとなった。

### Cシリーズ
2008年7月、イギリスのファーンボローで開催された航空ショー会場にて、同社が計画している110～135人乗りの双発小型ジェット機Cシリーズの量産化事業を正式に開始することを発表した。ローンチカスタマーはルフトハンザ航空で、2009年3月に確定30機オプション30機の契約が結ばれた。2018年7月、エアバス社と提携しCシリーズをエアバスA220と改称し、製造・販売されることとなった。
- CS100 (A220-100)：110座席。CS100ERは、同型の航続距離を延長。
- CS300 (A220-300)：130座席。CS300ERは、同型の航続距離を延長。CS300XTは、同型に短距離離着陸性能を付加。